# Pactul Societății Națiunilor
Pactul Societății Națiunilor sau Statutul Societății Națiunilor a fost documentul fundamental prin care a fost fondată Societatea Națiunilor.

## Crearea
Primele proiecte ale viitoarei organizații Societatea Națiunilor au apărut încă în timpul desfășurării Primului Război Mondial. La Londra a fost format un grup de studiu condus de James Bryce și G. Lowes Dickinson, grup care a făcut o serie de recomandări, acceptate de Societatea britanică a Ligii Națiunilor, fondată încă din 1915. În SUA a activat un alt grup, din care făceau parte Hamilton Holt și William B. Howland, care avea propriile lui propuneri. Planul americanilor a primit sprijinul larg al „Ligii pentru impunerea păcii”, o organizație condusă de fostul președinte american William Howard Taft. În decembrie 1916, Robert Cecil a propus să se formeze un comitet oficial pentru editarea unui pact a viitoarei organizații mondiale. Comitetul britanic a fost numit în februarie 1918. Acest comitet a fost pus sub conducerea lui Walter Phillimore (care avea să-i împrumute comitetului numele său „Phillimore Committee”) și îi avea printre membri pe Eyre Crowe, William Tyrrell și Cecil Hurst. Președintele american Woodrow Wilson nu a fost mulțumit de proiectul Comitetului Phillimore și a schițat împreună cu prietenul său, colonelul Edward M. House, nu mai puțin de trei versiuni ale pactului. La rândul lui, sud-africanul Jan Christian Smuts a contribuit în decembrie 1918 cu o serie de sugestii.
Delegații la Conferința de Pace de la Paris din 1919 au numit o comisie care să cadă de acord asupra pactului. Membrii acestei comisii erau:
- SUA Woodrow Wilson (președinte) și colonelul House,
- Regatul Unit Robert Cecil și Cecil Hurst,
- Republică Franceză Léon Bourgeois și Ferdinand Larnaude,
- Regatul Italiei Vittorio Orlando și Vittorio Scialoga,
- Imperiul Japonez Makino Nobuaki și  Chinda Sutemi,
- Regatul Belgiei Paul Hymans,
- Republica Chineză Wellington Koo,
- Regatul Portugaliei Jayme Batalha Reis,
- Regatul Serbiei, Croaților și Slovenilor Milenko Radomar Vesnitci

Ceva mai târziu au fost cooptați reprezentanții Cehoslovaciei, Poloniei și României. 
Grupul a luat în discuție la început versiunea concepută de Hurst și consilierul președintelui Wilson, David Hunter Miller.  Grupul s-a întâlnit în zece ședințe, iar pe 11 aprilie 1919, versiunea Hurst-Miller a fost aprobată.
Liga Națiunilor avea să fie formată dintr-o Adunare Generală (cu reprezentanți ai tuturor țărilor membre), un Consiliu Executiv (ai căror membri erau doar marile puteri) și un Secretariat general. Statele membre erau chemate să acționeze în favoarea apărări comunității internaționale împotriva agresiunilor, a integrității teritoriale a membrilor săi și a dezarmării până la cel mai de jos punct acceptabil pentru securitatea națională. Toate statele membre erau încurajate să depună cereri pentru arbitraje internaționale, prin care să prevină izbucnirea războaielor. Consiliul Executiv trebuia să creeze Curtea Permanentă de Justiție Internațională, care să judece toate disputele între state.
Cele mai mari obiecțiuni au venit din partea Franței și Japoniei. Franța dorea ca Liga Națiunilor să dispună de o forță armată prin care să-și poate impună deciziile, dar britanicii se temeau ca o asemenea armată să nu se afle sub controlul Parisului, iar SUA se opuneau datorită faptului că doar Congresul Statelor Unite ale Americii era îndreptățit să declare război. Makino și Chinda au cerut ca să fie inserată o prevedere care să stipuleze egalitatea rasială, în paralel cu cea care prevedea egalitatea religioasă. Americanii s-au opus hotărât acestei ultime dorințe, iar președintele Wilson a ignorat-o complet. Într-o perioadă în care Wilson nu a fost prezent, o moțiune cu privire la „egalitatea națiunilor și tratamentul drept al naționalilor lor” a fost sprijinită de 11 din 19 delegați, dar președintele american a declarat să obiecțiunile „serioase” ale celor care au votat împotrivă au contrabalansat majoritatea votului, iar amendamentul a fost în cele din urmă eliminat.
Tratatul și-a intrat efectiv în drepturi pe 10 ianuarie 1920. Articolele 4, 6, 12, 13 și 15 au fost amendate în 1924. Tratatul cuprindea prevederi și structuri similare cu Carta ONU.

## Legături externe
- Pactul Societății Națiunilor (în engleză)